# Nihilizm prawny
Nihilizm prawny (ang. legal nihilism) – tendencja rozwijająca się w nauce o prawie od końca XIX w., polegająca na pomniejszaniu znaczenia norm prawnych (jako zbyt sztywnych i zawsze odbiegających od realnego życia) w działalności sądów i administracji.
W teorii tej rozstrzygające powinny być nie tylko zapisane normy, ale także ogólne zasady sprawiedliwości i potrzeby praktyki.

## Formowanie się nihilizmu
Nihilizm prawny jest częścią nihilizmu europejskiego, który powstał i wzrastał w XIX wieku, rozwijając się głównie w Niemczech. Podstawą nihilizmu prawnego jest nihilizm teoretyczny. Nihilizm teoretyczny stanowi przede wszystkim wyraz sceptycyzmu wobec prawdy, zakwestionowanie stanowiska, że to co jest prawdziwe, jest prawdziwe z konieczności, czyli niezależnie od naszego poznania, kultury i historii. Nie jest on fenomenem całkowicie autonomicznym, występuje w szerokim katalogu odmian nihilizmu. Prowadzi do przekształcenia całego prawa w prawo pozytywne ukształtowane przez ludzką wolę, ukierunkowaną tylko i wyłącznie na decyzję. Fundamentem prawa nie jest rozum i natura ludzka, działania i zachowania nie są właściwe bądź niewłaściwe same w sobie, ale ich wartość zależy od decyzji legislatora. Możemy wyróżnić cztery główne charakterystyki nihilizmu prawnego:
1. Wyrasta on z przekonania, że prawo nie jest skutkiem rozumu i natury, tylko woli i decyzji człowieka;
2. W parze z nihilizmem prawnym idzie zapomnienie o tym, co sprawiedliwe;
3. Nihilizm prawny jest antypersonalistyczny;
4. Jeżeli nie ma żadnego prawa naturalnego, to prawo tout court staje się sztucznym i czysto technicznym wytworem człowieka[2].

Nihilizm prawny akcentuje nie treść norm, ale jakość i poprawność procedur tworzenia prawa. Wyraża się to w tym, że jeżeli ustawy zostały przyjęte lege artis i mają akceptację społeczną, to nie jest już potrzebne wystąpienie innego kryterium, aby prawo to mogło funkcjonować.
W nihilistycznej wizji prawa nie istnieje ordinatio rationis, prawo jest tworem czysto ludzkim i nie ma jakiegokolwiek odniesienia do prawa naturalnego czy racjonalności transcendentnej w stosunku do legislatora. W nihilizmie prawnym ukazuje się zwycięstwo pozytywizmu prawnego, który oddziela od siebie problem prawa i sprawiedliwości, utożsamia lex i ius, utrzymując, że nie wolno niczego uczynić przeciwko prawu stanowionemu, ale trzeba czynić wszystko wraz z tym prawem od kiedy to prawo może mieć jakąkolwiek treść.
W pozytywistycznej i nihilistycznej koncepcji, prawo nie zawiera żadnych treści związanych z ideami sprawiedliwości i prawdy.

## Nihilizm prawny w państwach socjalistycznych
W państwach socjalistycznych nihilizm prawny był narzucany społeczeństwu przez obowiązującą ideologię marksizmu i utrwalany przez teorię państwa i prawa. Teoria państwa i prawa zaczęła się kształtować w latach pięćdziesiątych, jako połączenie pozytywizmu i uproszczonej wersji marksizmu. Połączenie to nie zostało ani do końca zweryfikowane ani odrzucone. Należy wskazać zatem na niektóre spustoszenia, które spowodowała poprzez zepchnięcie treści filozofii prawa na bok.

### Niewygodne koncepcje
Teoria państwa i prawa mająca przyzwolenie ideologii politycznej poprzez wyeliminowanie filozofii prawa, mogła wyeliminować z obiegu myślowego niewygodne dla siebie koncepcje prawa naturalnego i stanowiącą ich nieodłączną część idee sprawiedliwości i słuszności. W tamtych czasach koncepcje te uznano za niewygodne dla polityków, ponieważ głosiły one dominację prawa nad polityką, domagały się utożsamienia prawa z moralnością, wskazywały, że sprawiedliwość powinna być naczelną wartością w państwie. Teoria państwa i prawa, która zagwarantowała swoją służebność celom ideologii marksistowskiej, dążyła do ich realizacji poprzez odpowiednie wykorzystanie filozofii pozytywizmu prawniczego.

Marksistowska teoria państwa i prawa głosi zasadę praworządności i posłuszeństwa prawu socjalistycznemu przyjmując wyłączność obowiązywania prawa pozytywnego

Jako główne idee marksistowskiej teorii państwa i prawa przyjęto legalizm, praworządność i woluntaryzm.

### Istota nihilizmu prawnego
Główne założenia marksistowskiej teorii państwa i prawa wywodziły się z nihilizmu prawnego, stanowiącego jedno z głównych postulatów ideologii marksistowskiej. Teoria marksizmu wyjaśnia istotę prawa, jako ucieleśnienie konfliktów klasowych społeczeństw państwowych. Konflikty te, jako zło konieczne, będą istnieć tak długo dopóki walka pomiędzy tymi klasami nie zostanie zakończona. Po zniknięciu klas zniknęłyby konflikty i prawo stworzone dla ich rozwiązywania albo chociaż i złagodzenia. Marksizm szerzył nihilizm prawny uznając go, za pogardę dla prawa i prawników, które było traktowane, jako narzędzie do osiągnięcia głównego celu, realizowanego przez politykę i polityków. Społeczeństwo komunistyczne cel ten usprawiedliwiało wszystkimi działaniami, które były niegodziwe, niemoralne, niesprawiedliwe i niesłuszne w okresie który poprzedzał jego osiągnięcie. W ideologii marksizmu nihilizm prawny akceptował, rozwijał i utrwalał marksistowską teorię państwa i prawa i działał w imię zasady, że "cel uświęca środki".

### Podobieństwo marksistowskiej teorii państwa i prawa do pozytywizmu prawniczego
Klasyczny pozytywizm i marksistowska teoria państwa i prawa wywyższały skrajny formalistyczny legalizm. Pozytywizm prawniczy wyrażał się w akceptacji woli każdego pracodawcy i posłuszeństwa wobec prawa formalnie tworzonego i stosowanego bez wnikania w samą treść, jak i form jego tworzenia i stosowania. Marksistowska teoria państwa i prawa ukróciła zakres pozytywizmu prawnego do akceptacji prawa, do celów przejściowych nazwanych socjalizmem, a później komunizmem. W przypadku marksistowskiej teorii państwa i prawa i pozytywizmu prawniczego sama poprawna forma wystarczyła do tego, by nie było można podważyć prawa tworzącego grunt dla służącego polityce legalizmu, w tym przypadku prawo zostało uznane za narzędzie państwa. W takim ujęciu państwo zostało uznane za dyktaturę klas panujących, którzy dysponowali nieograniczoną władzą, których nie ograniczały żadne przepisy czy prawa. Władza ta pozwalała tworzyć im nawet najbardziej niehumanitarne normy. Jeżeli służyły one ich celom, to co uznano za prawo było przejawem bezprawia. Marksistowska teoria państwa i prawa nie tylko zgadzała się z tym bezprawiem, ale i szukała dla niego usprawiedliwień.

### Praworządność
Praworządność została podniesiona do rangi zasady ustrojowej państw socjalistycznych. Zasada ta wywyższa politykę ponad prawo, lekceważąc przy tym moralność. Dla przedstawicieli marksizmu prawo stało się polityką. Polityka pod osłoną legalizmu, której nie ograniczała moralność, z chęcią sięgała po narzędzie praworządności. Narzędziu temu, marksistowska teoria państwa i prawa nadała rangę najwyższej wartości uwolnionej od prawa naturalnego, sprawiedliwości czy słuszności które były obecne w historii prawa. Rządzenie za pomocą prawa, czyli praworządność stała się wygodnym i sprawnym narzędziem sprawowania władzy.

### Polityczne uwarunkowania przeobrażeń marksistowskiej teorii państwa i prawa
W miarę słabnącej pozycji marksistowskiej teorii państwa i prawa coraz częściej dążono do rewindykacji filozofii prawa. Zastanawiano się nad formalną stroną legalizmu i praworządnością wraz z rozważaniami nad stroną materialną, czyli wprowadzeniem elementów sprawiedliwości w prawie. W 1989 istniejący wówczas liberalizm polityczny zaczął akceptować prawo naturalne w połączeniu z prawem pozytywnym, które nie zawierało już elementów marksistowskiej teorii państwa i prawa. Filozofia demokratycznego państwa prawnego, największe uznanie uzyskuje wśród społeczeństw pluralistycznych, filozofia ta stwarza podstawę dla uzgadniania wartości sprawiedliwości z praworządnością.